# كلجة
الكُلجة أو المزيرة هي حامل الزير، قاعدة رخامية يوضع عليها زير - جرة ماء خزفية - غير مطلي للسماح للمياه بالترشيح من خلال مساماته. وقد صُممت لالتقاط وتوجيه المياه المرشحة التي تتسرب من قاع الزير.  نشأت الكلجة في العصر الفاطمي في القاهرة، مصر ، وتعكس زخرفتها وتصميمها تصميم العمارة المحلية، بالإضافة إلى الرسوم المحفورة عليها. ونظرًا لأن الماء كان موردًا قيمًا في القاهرة، فإن امتلاك الكلجة كان بمثابة عرض للثروة حيث وفرت للمالك مصدرًا لمياه شرب مصفاة وباردة.  كان استخدامها مرتبطًا بنهر النيل ، مما شكل جزءًا من الثقافة البصرية للمياه في مصر الفاطمية.

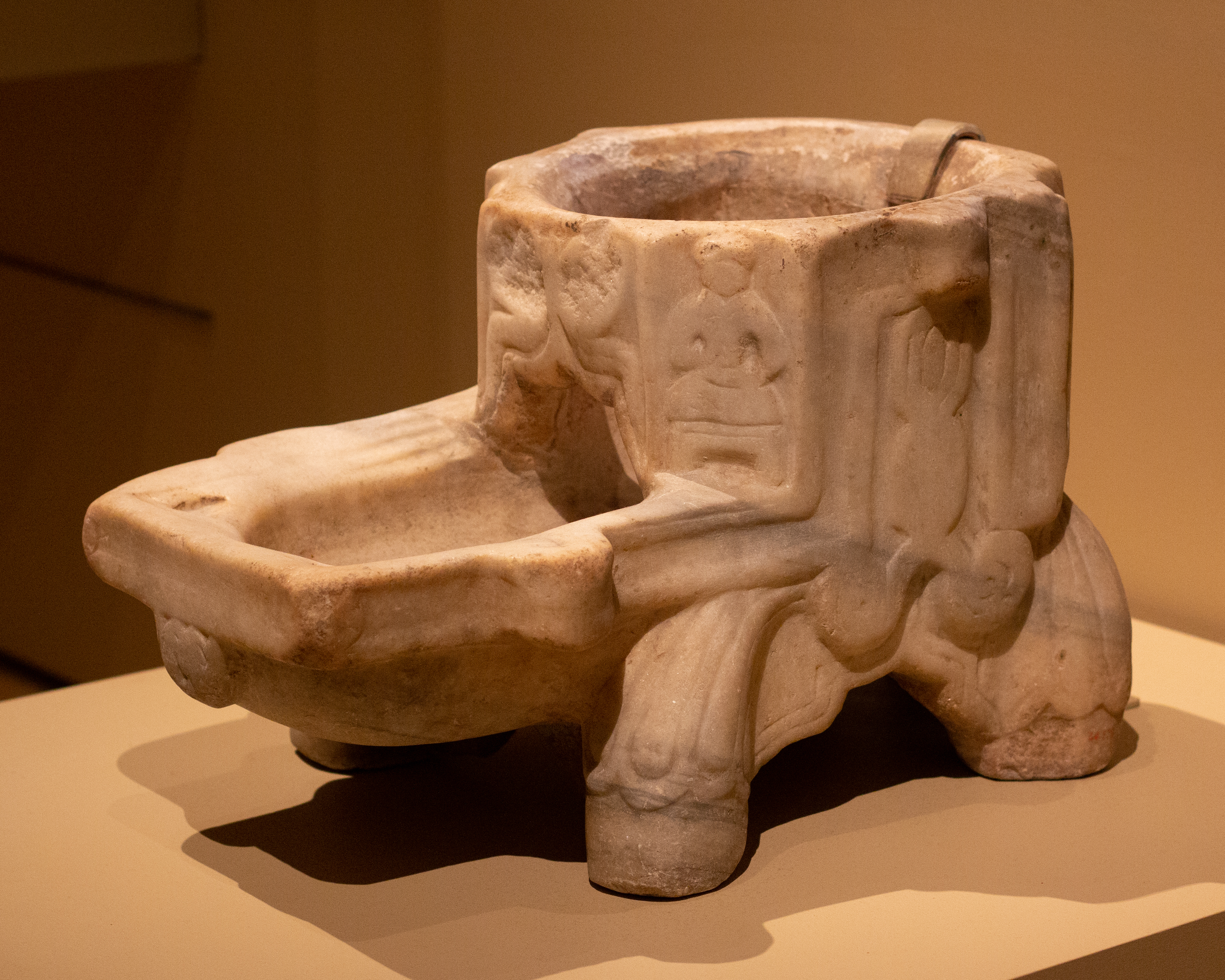
كلجة من مصر أو سوريا في القرنين الحادي عشر والثاني عشر

## الوصف
تتكون الكلجة من قسمين، قاعدة للزير وحوض لجمع الماء. القاعدة تكون في الجزء العلوي، بجوف أسطواني أو ثماني يوضع عليه الزير. يؤدي الجوف إلى حوض لجمع الماء المرشح في مقدمة الكلجة. الكلجات صنعت بالعديد من الأشكال والأحجام، لم يعثر على كلجتين متطابقتي الصنغ، ولكن الكلجة دُرست في متحف بوسطن للفنون الجميلة وبلغ قياسها 34.9 سم في الطول و36.8 سم في العرض و52.1 سم في العمق.  غالبًا ما كانت هذه الجرار غير مزججة ولا مطلية للاستفادة من تأثيرات تسرب وترشيح مسامات الفخار، بالإضافة إلى تبريد طفيف أثناء تسرب المياه.  تدعم بوابة وحوض الكلجة أربعة أقدام، اثنتان في الجزء الخلفي، واثنتان عند النقطة التي يبدأ فيها الحوض في الامتداد للأمام. تحافظ هذه على مستوى الهيكل ودعمه. نظرًا لأنها منحوتة من كتلة واحدة من الرخام،  تصنع الكلجة بالكامل من نحت قطعة واحدة من الرخام، وغالبًا ما يظهر اختلافات طفيفة في اللون بسبب العمر. تظهر العديد من الكلجات أيضًا علامات تآكل في حوضها، من الاستخدام المتكرر. 